# Ansari X Prize

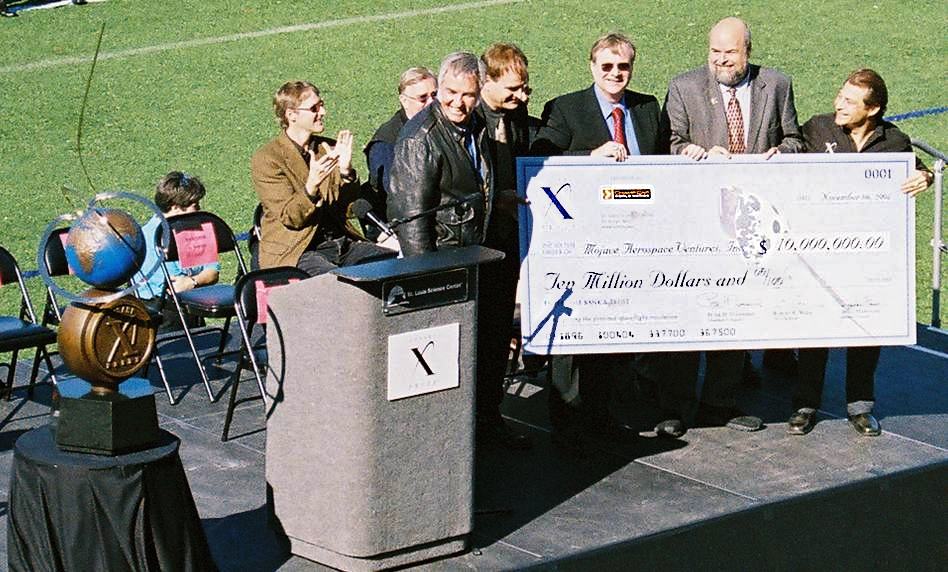
Premiul Ansari X Prize de 10 milioane dolari; în stânga se află trofeul competiției.

Ansari X Prize a fost una din prestigioasele competiții ale Fundației X Prize. Competiția a fost propusă de Peter Diamandis fondatorul fundației, în cadrul Conferinței Internaționale de Dezvoltare Spațială a Societății Americane Spațiale (NSS).  

A debutat la 6 mai 2004, în urma unei donații de câteva milioane de dolari din partea antreprenorilor Anousheh și Amir Ansari. Anousheh Ansari a fost și prima turistă spațială.

Ansari X Prize a oferit un premiu de 10 milioane de dolari pentru prima organizație neguvernamentală care reușea să lanseze în spațiu la 100 km altitudine, o aeronavă cu pilot  capabilă să transporte trei pasageri și reutilizabilă de două ori, într-un interval de două săptămâni. Concursul avea ca scop stimularea dezvoltării zborurilor private în spațiu. 
Câștigătorul a fost anunțat la 4 octombrie 2004, premiul a fost câștigat de Mojave Aerospace Ventures cu proiectul Tier One și avionul suborbital SpaceShipOne. Proiectul Tier One a fost realizat de Burt Rutan, unul dintre fondatorii Mojave Aerospace Ventures și finanțat de co-fondatorul Microsoft, Paul Allen. 
În urma acestei reușite, Burt Rutan și Richard Branson, proprietarul grupului de firme Virgin Group, au înființat în 2005 o nouă companie, The Spaceship Company (TSC), care va fabrica aeronavele suborbitale SpaceShipTwo, o versiune evoluată a navei care a câștigat Premiul Ansari. De asemenea, au pus bazele primei linii aeriene pentru zboruri comerciale suborbitale, Virgin Galactic.
În concurs a fost înscrisă și echipa Asociației Române pentru Cosmonautică și Aeronautică (ARCA), cu rachetele Demonstrator 2, Demonstrator 2B care au reușit zboruri de succes la altitudini mai mici. 
Succesul și popularitatea acestui concurs a dus la inițierea în anul 2004 a altor evenimente care au fost numite X Prize Cup: Wirefly X Prize Cup, Lunar Lander Challenge Prize, Northrop Grumman Lunar Lander Challenge, Space Elevator Games, Pete Conrad Spirit Award.